# Висневский, Мечислав
Мечислав Зигмунд Висневский (пол. Mieczysław Zygmunt Wiśniewski, 23 ноября 1892, Монастыриска, Австро-Венгрия — 10 октября 1952, Краков, Польша) — польский футболист, вратарь.

## Биография
На клубном уровне защищал цвета краковских команд «Краковия» и «Висла».
За национальную сборную дебютировал 28 мая 1922 года. В Стокгольме польские футболисты одержали победу над сборной Швеции (2:1). Это был третий официальный поединок в истории польской сборной. В течение следующих двух лет провёл ещё четыре товарищеских матча: со сборными Югославии, Финляндии, Эстонии и Швеции.
Свой последний поединок в составе сборной Польши провёл на Олимпийских играх 1924 года. Турнир проходил по кубковой схеме. В первом же раунде, 26 мая на парижском стадионе «Бержер», польские футболисты потерпели поражение от сборной Венгрии (0:5).